# 20.000 dollari sporchi di sangue
20.000 dollari sporchi di sangue ist der Titel eines im deutschsprachigen Raum nicht aufgeführten Italowestern von Alberto Cardone aus dem Jahr 1969.

## Handlung
Sheriff Fred Leinster aus Dixon war betrunken, und seine Familie wurde derweil ausgelöscht. An diesem Vorfall trägt er schwer; er wird seines Amtes enthoben und wendet sich noch intensiver dem Alkohol zu. Da wird er in einen Entführungsfall hineingezogen: Der kleine Jerry, Sohn der Witwe Jane, ist verschwunden; Freds Nachfolger Cochran wirft ihn ins Gefängnis, Jane überzeugt Cochran von dessen Unschuld und Fred kann mit dem Lösegeld das Versteck der Kidnapper, eine Goldmine, erreichen. Dort ist Jerry mittlerweile durch einen verborgenen Gang die Flucht gelungen, weshalb die Banditen Fred gefangen nehmen, weil sie ihm die Unterschlagung des Lösegeldes unterstellen. Dabei stellt Fred fest, dass der Mann im Hintergrund der Entführung Sheriff Cochran ist. Als der bei der Mine eintrifft, möchte er Fred töten, doch der kann mit Hilfe der Leute von Janes Ranch das glückliche Ende für sich beanspruchen.

## Kritik
Der Film gehöre zu den besseren Arbeiten, die Regisseur Cardone im Genre zusammengehauen hat, schreibt Christian Keßler, der die solide Inszenierung über den nach gutem Beginn enttäuschenden Verlauf stellt. B. Duffort stellt fest, dass die enorme Langsamkeit sofort auffalle, bei der Entwicklung der Geschichte ebenso wie beim Schnitt. Der Märtyrer-Akzent der Story bediene den emotionalen Draht des Zuschauers.

## Bemerkungen
Das Filmlied Kidnapping – so auch der internationale Titel des Films – wird gesungen von Peter Boom unter Pseudonym Joe Rivers.